# Hoplosmia dido
Hoplosmia dido är en biart som först beskrevs av Giovanni Gribodo 1894.
Hoplosmia dido ingår i släktet taggmurarbin, och familjen buksamlarbin. Inga underarter finns listade i Catalogue of Life.